# Sonchus spachii
Sonchus spachii là một loài thực vật có hoa trong họ Cúc. Loài này được Schweinf. miêu tả khoa học đầu tiên năm 1867.